# Mars 1747
Cette page présente les faits marquants du mois de mars 1747.

## Événements
- 12 mars, Tibet : mort du général Pholané ; son fils Gyurme Namgyal lui succède à la tête du gouvernement tibétain (fin en 1750). Il complote avec les Dzoungars contre l'occupant chinois[1].